# ¡Que viva México!
¡Que viva México! es una película de comedia y sátira política mexicana de 2023 dirigida por Luis Estrada y escrita por Estrada y Jaime Sampietro. Está protagonizada por Alfonso Herrera, Damián Alcázar, Joaquín Cosío y Ana de la Reguera.

## Argumento
Pancho Reyes es un hombre de familia de la clase media de la sociedad, que se esfuerza día a día por cumplir las aspiraciones de su esposa Mari y sus dos hijos. Hasta que un día, su padre lo llama para decirle que su abuelo murió y para leer el testamento, necesita estar allí. Pancho no quiere saber nada de su familia pobre, a la que abandonó en busca de un futuro mejor, pero su esposa lo anima a ir a averiguar si les dejó una herencia, sin saber que eso cambiará drásticamente sus vidas.

## Reparto
Los actores que participaron en esta película son:
- Alfonso Herrera como Pancho Francisco Reyes
- Damián Alcázar como Rosendo / Regino / Ambrosio
- Joaquín Cosío como Rosendito / Reginito / Abuelo
- Ana de la Reguera como María "Mari" Elena Reyes
- Ana Martín como Dolores
- Angelina Peláez como Pascuala
- Zaide Silvia Gutiérrez como Socorro
- Sonia Couoh como Lupita
- Vico Escorcia como Bartola
- Natalia Quiroz como Pánfila
- Álex Perea como Rufino
- Luis Fernando Peña como Hilario
- Cuauhtli Jiménez como Jacinta
- Mayra Hermosillo como Gloria
- Fermín Martínez como El Lupe
- Enrique Arreola como Cruz
- Rafael Camarena como Tony
- Mayte Fernández como Cati
- Amaury Reyes como Brayan
- Salvador Sánchez como notario/don Florencio
- José Sefami como don Jaime
- Adriana Louvier como Normita, secretaria de Pancho
- Flor Edwarda Gurrola como Florecita
- Ariane Pellicer como Catrina
- Mauricio Isaac como obrero 1
- Leticia Huijara como secretaria de Regino
- Sebastián García como Pancho niño
- Marius Biegai como ingeniero gringo 1
- Daniel Raymont como ingeniero gringo 2
- José Concepción Macias como cantinero
- Silverio Palacios como maloso 1
- José Manuel Poncelis como don Pancracio
- Alejandro Caballero como policía municipal
- Elías Toscano como soldado

## Producción
La fotografía principal de la película comenzó el 30 de agosto de 2021 y finalizó en octubre del mismo año en el Pueblo Mágico de Real de Catorce en el norte de San Luis Potosí, México.

## Lanzamiento
La película estaba programada para tener un estreno limitado en cines el 3 de noviembre de 2022, seguido de un estreno mundial el 16 de noviembre de 2022 en Netflix. Pero cuando llegó el día, se canceló tanto el estreno en cines y Netflix. Esto sucedió porque el director Luis Estrada quería tener un estreno en cines más amplio como lo tuvo Bardo, falsa crónica de unas cuantas verdades. Pero no llegó a un acuerdo con Netflix. Luego del desacuerdo, Estrada decidió comprar los derechos de su película para estrenarla en la mayoría de los cines con otra distribuidora El 2 de febrero de 2023, Estrada anunció que había llegado a un acuerdo con Sony Pictures para un amplio estreno en cines. Finalmente, la película se estrenó el 23 de marzo de 2023 en cines de México, Estados Unidos y otros países, para luego estrenarse a nivel mundial el 11 de mayo de 2023 en Netflix.

## Controversia
Cuando se estrenó la película, dividió al público y a la crítica, siendo criticada por "denigrar al país". Entre sus críticos se encuentran Juan Osorio Ortiz, productor de televisión mexicano, y Andrés Manuel López Obrador, expresidente de México, quien acusó al director de la película de ser un «progresista buena ondita». Tras las críticas de López Obrador, Luis Estrada respondió señalando que el presidente, «en lugar de preocuparse por una película que ni siquiera ha visto, debería enfocarse en temas que son más relevantes para el país».